# Kanton Houilles
Kanton Houilles is een kanton van het Franse departement Yvelines. Het kanton maakt deel uit van het arrondissement Saint-Germain-en-Laye. Het heeft een oppervlakte van 16.81 km² en telt 62.465 inwoners in 2018, dat is een dichtheid van 3716 inwoners/km².

## Gemeenten
Het kanton Houilles omvatte tot 2014 de volgende 2 gemeenten:
- Carrières-sur-Seine
- Houilles (hoofdplaats)

Door de herindeling van de kantons bij decreet van 21 februari 2014, met uitwerking op 22 maart 2015, werd het kanton uitgebreid met de gemeente
- Montesson

dat daarvoor tot het kanton Le Vésinet behoorde.